# Wil Traval

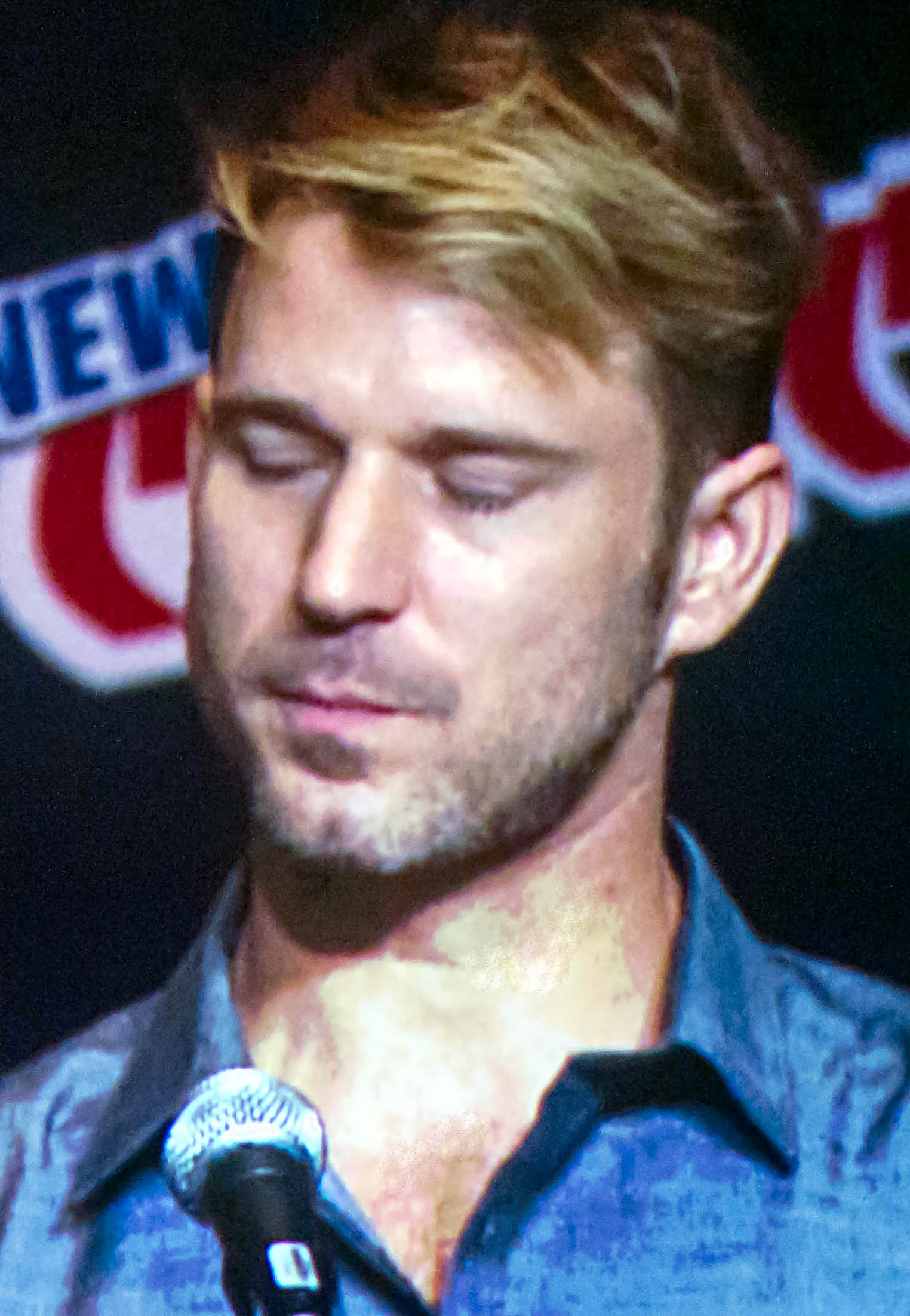
Wil Traval in 2015

William 'Wil' Traval (Victoria, 9 juli 1980) is een Australische acteur.

## Biografie
Traval werd geboren op 19 juli 1980 op een boerderij in de staat Victoria en is gedeeltelijk van Russische afkomst. Hij haalde op zijn zestienjarige leeftijd zijn diploma van de highschool, hier begon hij al met het acteren in zelfgemaakte korte films. Traval studeerde in mediastudies en literatuurwetenschap aan de La Trobe University in Melbourne. Later besloot hij echter hiermee te stoppen en over te stappen naar de toneelschool National Institute of Dramatic Art in Kensington (voorstad van Sydney), waar hij in 2002 zijn diploma haalde.
Traval begon in 2003 met acteren in de televisieserie White Collar Blue, waarna hij nog meerdere rollen speelde in zowel Australische als Amerikaanse televisieseries en films. Hij is vooral bekend van zijn rol als dr. Jack Quade in de televisieserie All Saints: Medical Response Unit, waar hij in 195 afleveringen speelde (2003-2008).

## Filmografie

### Films
Uitgezonderd korte films.
- 2018 Treasure Hunter: Legend of the White Witch - als James
- 2018 He Loved Them All - als Kyle Gardner
- 2013 Five Thirteen - als Richard
- 2010 Primal - als Dace
- 2004 Jessica - als Billy Simple

### Televisieseries
Uitgezonderd eenmalige gastrollen.
- 2020-2021 Dynasty - als pastoor Caleb Collins - 8 afl.
- 2020 Messiah - als Will Mathers - 10 afl.
- 2015-2018 Jessica Jones - als Will Simpson - 10 afl.
- 2017 Grimm - als Zerstörer - 2 afl.
- 2013-2017 Once Upon a Time - als sheriff of Nottingham - 5 afl.
- 2013 Red Widow - als Irwin Petrov - 8 afl.
- 2012 The Inbetweeners - als Jonno - 2 afl.
- 2009-2011 Rescue Special Ops - als Hamish MacIntyre - 8 afl.
- 2010 Underbelly - als Joe Dooley
- 2003-2008 All Saints: Medical Response Unit - als dr. Jack Quade - 195 afl.
- 2003 White Collar Blue - als politieagent Tom Saunders - 3 afl.

- Library of Congress Control Number: no2016019796
- Virtual International Authority File: 644145856910022920123
- WorldCat: E39PBJwhwbdqfj9Wr9MgMVpkjC